# ピュ〜ぴる (映画)
『 ピュ〜ぴる 』（英: Pyuupiru 2001-2008）は、2009年に製作された日本のドキュメンタリー映画。松永大司監督。

## 概要
世界的な評価を得ている日本人コンテンポラリーアーティスト、ピュ〜ぴるが、性同一性障害、失恋、去勢手術などを経て、横浜トリエンナーレでパフォーマンスをするまでの8年間の軌跡を追ったドキュメンタリー。

## キャスト
- ピュ〜ぴる

## 上映
国内の映画祭
- 第7回香川レインボー映画祭（2011年10月9日）[2]
- 第7回青森インターナショナルLGBTフィルムフェスティバル（2012年7月9日）

海外の映画祭
- ロッテルダム国際映画祭2011(オランダ)
- 全州国際映画祭2010(韓国)
- バルセロナアジア映画祭2010(スペイン)
- パリ映画祭2010(フランス)
- ニッポンコネクション2010(ドイツ)
- 香港レズビアン＆ゲイ映画祭2010(香港)
- キューフィルムフェスティバル2010(インドネシア)
- カレッジピース国際映画祭2010(韓国)
- ジパングフェスト2010(イギリス)
- アジアンホットショットベルリン2010(ドイツ)